# Friedrich Edding

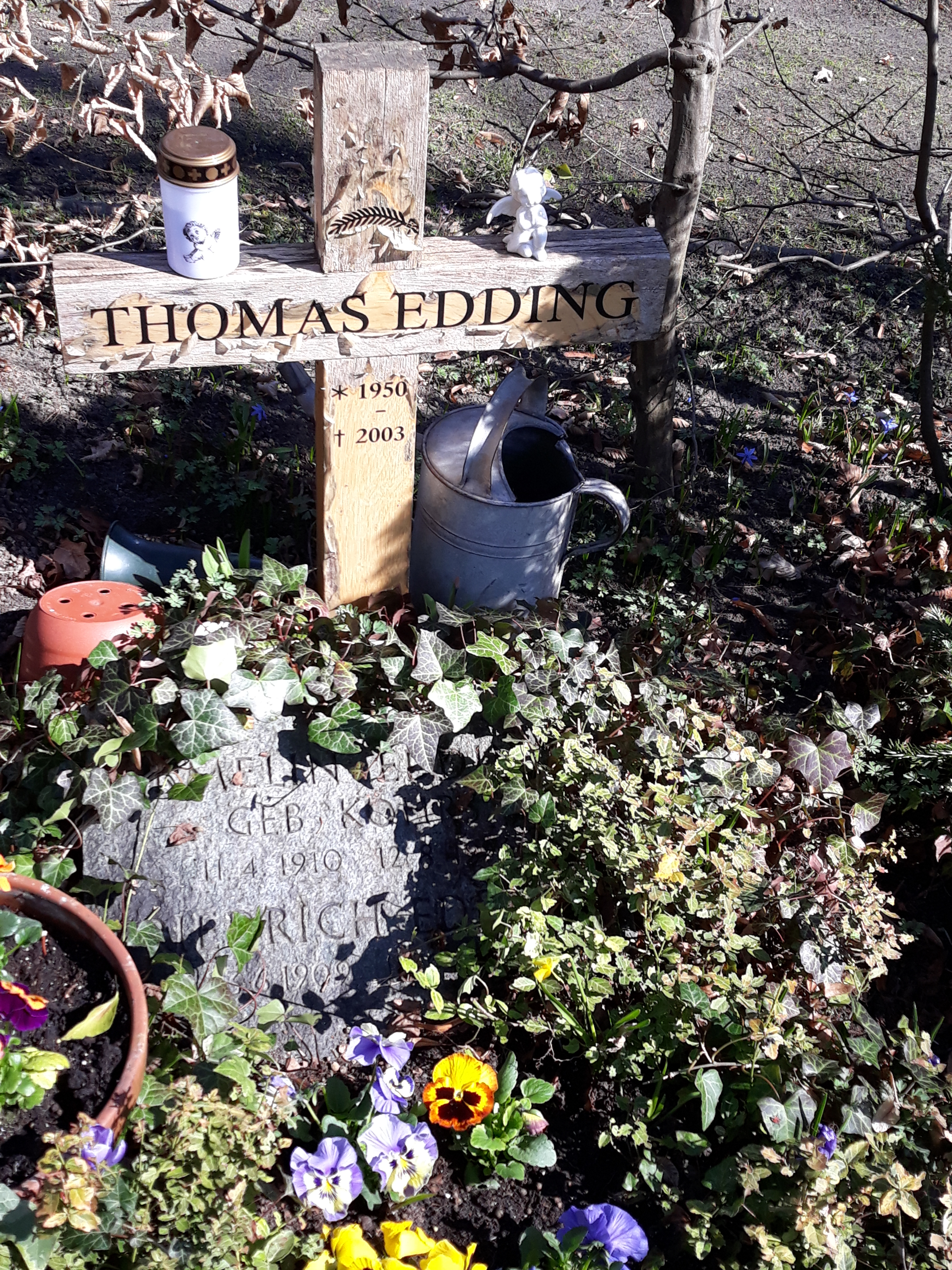
Das Grab von Friedrich Edding im Familiengrab auf dem Friedhof Zehlendorf in Berlin. Das Grabkreuz erinnert an den Sohn Thomas Edding.

Friedrich Georg Peter Edding (* 23. Juni 1909 in Kiel; † 14. September 2002 in Berlin) war ein deutscher Bildungsökonom.

## Leben
Friedrich Edding wurde als Sohn eines evangelischen Pfarrers geboren. 1915–27 besuchte er das humanistische Gymnasium in Kiel. Ab 1927 studierte Edding Theologie in Bonn und Berlin, wechselte im sechsten Semester zu Geschichte und Germanistik. Seit dem Studium war er Mitglied der Burschenschaft Alemannia Bonn. Das Staatsexamen legte er in Kiel ab und wurde auch dort 1935 zum Dr. phil. promoviert. Zum 1. Mai 1937 trat er der NSDAP bei (Mitgliedsnummer 5.380.153), nachdem ein erster Beitritt zum 1. Mai 1933 nicht in Kraft trat. Anschließend arbeitete er im Statistischen Reichsamt in Berlin, bis er 1943 zum Kriegsdienst einberufen wurde und in Kriegsgefangenschaft kam.
1948–59 war er am Institut für Weltwirtschaft an der Universität Kiel tätig und spezialisierte sich auf Bildungsökonomik. Edding erhielt 1959 den Ruf als  Professor für Bildungsökonomie an die Hochschule für Internationale Pädagogische Forschung in Frankfurt am Main. Ab 1964 war er Professor an der TU Berlin, bis er 1977 emeritierte. Bis 1979 war er Direktor am dortigen Max-Planck-Instituts für Bildungsforschung.
Am 13. Februar 1980 bekam Edding von der Freien Universität Berlin „für seine grundlegenden Arbeiten zur Ökonomie des Bildungswesens im deutschen Sprachraum und für seine hervorragenden Beiträge auf dem Gebiet der Bildungsökonomie, insbesondere der Volkswirtschaftslehre und der Betriebswirtschaftslehre des Bildungshaushalts, für seine beharrliche Werbung um Verständnis für die Anwendung ökonomischer Kategorien im Bildungswesen und für seine wissenschaftliche Integrität in bildungspolitischen Auseinandersetzungen“ die Ehrenpromotion verliehen.
Friedrich Edding starb 2002 im Alter von 93 Jahren in Berlin. Sein Grab befindet sich auf dem Friedhof Zehlendorf.

## Wirken
In der Bildungskommission des Deutschen Bildungsrates sah er das Bildungswesen auch unter wirtschaftlichen und finanzwissenschaftlichen Gesichtspunkten, wodurch er im In- und Ausland bekannt wurde.
Im Rahmen des professoralen „Streits um Begabung und soziale Lage“ (Wilhelm Arnold) wies Edding nach, dass nicht nur in der gesamten Bundesrepublik die Arbeiterkinder, sondern in etlichen Bundesländern auch andere Schüler benachteiligt werden.
Edding beriet deutsche und internationale Organisationen in bildungspolitischen Fragen (u. a. die UNESCO, das International Institute for Educational Planing und die OECD).
Seit 2013 verleiht die Arbeitsgemeinschaft Berufsbildungsforschungsnetz alle zwei Jahre den nach Edding benannten Friedrich-Edding-Preis für Berufsbildungsforschung für herausragende Dissertationen, die sich mit Fragen der Berufsbildung beschäftigen.

## Mitgliedschaften
Edding war Mitglied der Bildungskommission des Deutschen Bildungsrates (1966–72), des wissenschaftlichen Beirats des Bundesministeriums für wirtschaftliche Zusammenarbeit und der Sachverständigenkommission Kosten und Finanzierung der beruflichen Bildung. 1971–74 hatte er auch deren Vorsitz inne; ab 1975 für zwei Jahre den des "Ausschusses für Bildungsökonomie" der Gesellschaft für Wirtschafts- und Sozialwissenschaften. Er gehörte zu den Gründern der von der OECD finanzierten Study Group in the Economics of Education.

## Zitate
Im Wirtschaftswunder-Land „erhält der größere Teil der Jugend keine faire Chance, sich entsprechend seiner besonderen Begabung zu bilden“.
„Unser Gymnasium versagt vor den Aufgaben unserer Zeit. Es schreckt ab, liest aus und stößt aus.“

## Veröffentlichungen
- 1952: Die Flüchtlinge als Belastung und Antrieb der westdeutschen Wirtschaft
- 1953: Unternehmer und Berufsausbildung (zusammen mit Gustav Möllenberg und Franz Greiss)
- 1958: Internationale Tendenzen in der Entwicklung der Ausgaben für Schulen und Hochschulen"
- 1959: Die Vertriebenen in Westdeutschland (hrsg. gemeins. mit Eugen Lemberg)
- 1960: Bildung und Wirtschaft
- 1962: Targets for Education in Europe in 1970 (zus. mit Ingvar Svennilson u. L. Elvin, OECD Paris), Der relative Schulbesuch in den Ländern der Bundesrepublik 1952–1960 (mit Roderich von Carnap)
- 1963: Ökonomie des Bildungswesens (Freiburg im Breisgau: Rombach, 1963; Freiburger Studien zu Politik und Soziologie; 440 S.)
- 1970: Auf dem Wege zur Bildungsplanung (Braunschweig: Westermann, 1970; 255 S.)
- 1973: Reform der Reform. Ansätze zum bildungspolitischen Umdenken (mit Hildegard Hamm-Brücher)
- 1978: autobiographischer Beitrag in "Pädagogik in Selbstdarstellungen" (Bd.III, Hamburg)
- 2000: Mein Leben mit der Politik 1914–1999 (Berlin: Max-Planck-Institut für Bildungsforschung; 316 S.)